# Oslo Børs
De Oslo Børs ("Beurs van Oslo" (OSE)) is een Noorse effectenbeurs in Oslo.
De beurs werd in 1819 opgericht als Christiania Børs en was een ontmoetingsplaats voor handelaren. Sinds 1881 werden er effecten verhandeld. In 1988 werd een elektronisch handelssysteem ingevoerd en in 1999 werd de traditionele handelsvloer opgeheven. In mei 2001 werd de structuur gewijzigd van een stichting in een bedrijf met aandeelhouders. De aandelen werd kort daarna op de beurs genoteerd. Oslo Børs Holding ASA was de houdstermaatschappij van Oslo Børs ASA, de uitbater van de effectenbeurs. In 2007 volgde een fusie van Oslo Børs Holding ASA en VPS Holding ASA en de twee gingen verder samen als Oslo Børs VPS Holding ASA.
DNB Bank, de grootste bank van Noorwegen, is met een belang van 25,9% de grootste aandeelhouder, gevolgd door het grootste pensioenfonds van het land, KLP met een 10% belang.
In december 2018 heeft Euronext een overnamebod gedaan ter waarde van NOK 145 per aandeel of 625 miljoen euro in totaal op Oslo Børs VPS. Euronext doet het bod gestand als meer dan 50% van de aandelen worden aangemeld en 49,6% van de aandeelhouders van Oslo Børs hebben het bod al geaccepteerd. Na het bod blijft Oslo Børs als zelfstandig bedrijf gewoon doorgaan. Op 13 mei gaf het Noorse ministerie van Financiën toestemming voor de overname en drie dagen later stemden de aandeelhouders van Euronext in met het overnamebod.
Eind januari 2019 deed Nasdaq een hoger bod op het beursbedrijf ter waarde van 674 miljoen euro in contanten. Nasdaq heeft de steun toegezegd gekregen van aandeelhouders die een derde van de stukken in Oslo Børs aanhouden. Als de overname slaagt, dan versterkt Nasdaq hiermee zijn positie in Scandinavië want het is al eigenaar van de beurzen in Denemarken, Zweden en Finland. Op 27 mei trok Nasdaq het bod in en maakte daarmee de weg vrij voor Euronext.
Op de beurs van Oslo noteren vooral grote vis- en schaaldierkwekerijen, rederijen en dienstverleners aan de offshoreolie-industrie. De 25 belangrijkste bedrijven zitten in de OBX Index. Alle genoteerde fondsen vormen tezamen de OSEAX.